# Primera Ronda Eliminatoria a la Eurocopa Sub-17 2007
La Primera Ronda Eliminatoria a la Eurocopa Sub-17 2007 contó con la participación de 48 selecciones infantiles de Europa para definir a los 25 clasificados a la siguiente ronda.
España, Inglaterra y Portugal avanzaron directamente a la siguiente fase.

## Resultados

### Grupo 1
| País        | J | G | E | P | GF | GC | GD  | Pts |
| ----------- | - | - | - | - | -- | -- | --- | --- |
| Ucrania     | 3 | 3 | 0 | 0 | 12 | 1  | 11  | 9   |
| Bielorrusia | 3 | 1 | 1 | 1 | 8  | 5  | 3   | 4   |
| Kazajistán  | 3 | 1 | 1 | 1 | 5  | 3  | 2   | 4   |
| San Marino  | 3 | 0 | 0 | 3 | 0  | 16 | -16 | 0   |

| 26 de septiembre | Bielorrusia | 1 - 1 | Kazajistán  |
|                  | Ucrania     | 6 - 0 | San Marino  |
| 28 de septiembre | Bielorrusia | 6 - 0 | San Marino  |
|                  | Kazajistán  | 0 - 2 | Ucrania     |
| 1 octubre        | Ucrania     | 4 - 1 | Bielorrusia |
|                  | San Marino  | 0 - 4 | Kazajistán  |

### Grupo 2
| País            | J | G | E | P | GF | GC | GD | Pts |
| --------------- | - | - | - | - | -- | -- | -- | --- |
| Turquía         | 3 | 2 | 1 | 0 | 8  | 3  | 5  | 7   |
| República Checa | 3 | 1 | 1 | 1 | 3  | 3  | 0  | 4   |
| Luxemburgo      | 3 | 0 | 2 | 1 | 1  | 3  | -2 | 2   |
| Eslovenia       | 3 | 0 | 2 | 1 | 1  | 4  | -3 | 2   |

| 19 de septiembre | República Checa | 2 - 0 | Luxemburgo      |  |
|                  | Turquía         | 4 - 1 | Eslovenia       |  |
| 21 de septiembre | República Checa | 0 - 0 | Eslovenia       |  |
|                  | Luxemburgo      | 1 - 1 | Turquía         |  |
| 24 de septiembre | Turquía         | 3 - 1 | República Checa |  |
|                  | Eslovenia       | 0 - 0 | Luxemburgo      |  |

### Grupo 3
| País     | J | G | E | P | GF | GC | GD | Pts |
| -------- | - | - | - | - | -- | -- | -- | --- |
| Francia  | 3 | 3 | 0 | 0 | 10 | 3  | 7  | 9   |
| Islandia | 3 | 1 | 1 | 1 | 6  | 5  | 1  | 4   |
| Rumania  | 3 | 1 | 1 | 1 | 4  | 4  | 0  | 4   |
| Lituania | 3 | 0 | 0 | 3 | 3  | 11 | -8 | 0   |

| 25 de septiembre | Francia  | 4 - 2 | Lituania |
|                  | Rumania  | 1 - 1 | Islandia |
| 27 de septiembre | Francia  | 3 - 1 | Islandia |
|                  | Lituania | 0 - 3 | Rumania  |
| 30 de septiembre | Rumania  | 0 - 3 | Francia  |
|                  | Islandia | 4 - 1 | Lituania |

### Grupo 4
| País    | J | G | E | P | GF | GC | GD | Pts |
| ------- | - | - | - | - | -- | -- | -- | --- |
| Italia  | 3 | 2 | 1 | 0 | 8  | 0  | 8  | 7   |
| Serbia  | 3 | 2 | 1 | 0 | 6  | 0  | 6  | 7   |
| Malta   | 3 | 1 | 0 | 2 | 1  | 6  | -5 | 3   |
| Andorra | 3 | 0 | 0 | 3 | 0  | 9  | -9 | 0   |

| 17 noviembre | Serbia  | 2 - 0 | Malta   |
|              | Italia  | 4 - 0 | Andorra |
| 19 noviembre | Andorra | 0 - 4 | Serbia  |
|              | Italia  | 4 - 0 | Malta   |
| 22 noviembre | Serbia  | 0 - 0 | Italia  |
|              | Malta   | 1 - 0 | Andorra |

### Grupo 5
| País                | J | G | E | P | GF | GC | GD  | Pts |
| ------------------- | - | - | - | - | -- | -- | --- | --- |
| Alemania            | 3 | 3 | 0 | 0 | 11 | 2  | 9   | 9   |
| Rusia               | 3 | 2 | 0 | 1 | 9  | 6  | 3   | 6   |
| Georgia             | 3 | 1 | 0 | 2 | 6  | 3  | 3   | 3   |
| Macedonia del Norte | 3 | 0 | 0 | 3 | 3  | 18 | -15 | 0   |

| 13 octubre | Alemania  | 7 - 1 | Macedonia del Norte |
|            | Rusia     | 2 - 1 | Georgia             |
| 15 octubre | Macedonia | 2 - 6 | Rusia               |
|            | Alemania  | 1 - 0 | Georgia             |
| 17 octubre | Rusia     | 1 - 3 | Alemania            |
|            | Georgia   | 5 - 0 | Macedonia del Norte |

### Grupo 6
| País       | J | G | E | P | GF | GC | GD | Pts |
| ---------- | - | - | - | - | -- | -- | -- | --- |
| Irlanda    | 3 | 2 | 1 | 0 | 4  | 0  | 4  | 7   |
| Azerbaiyán | 3 | 1 | 1 | 1 | 2  | 3  | -1 | 4   |
| Dinamarca  | 3 | 0 | 3 | 0 | 2  | 2  | 0  | 3   |
| Letonia    | 3 | 0 | 1 | 2 | 3  | 6  | -3 | 1   |

| 23 de septiembre | Azerbaiyán | 2 - 1 | Letonia    |  |
|                  | Dinamarca  | 0 - 0 | Irlanda    |  |
| 25 de septiembre | Azerbaiyán | 0 - 2 | Irlanda    |  |
|                  | Letonia    | 2 - 2 | Dinamarca  |  |
| 28 de septiembre | Dinamarca  | 0 - 0 | Azerbaiyán |  |
|                  | Irlanda    | 2 - 0 | Letonia    |  |

### Grupo 7
| País          | J | G | E | P | GF | GC | GD  | Pts |
| ------------- | - | - | - | - | -- | -- | --- | --- |
| Grecia        | 3 | 2 | 0 | 1 | 6  | 4  | 2   | 6   |
| Suecia        | 3 | 1 | 2 | 0 | 5  | 3  | 2   | 5   |
| Austria       | 3 | 1 | 1 | 1 | 13 | 4  | 9   | 4   |
| Liechtenstein | 3 | 0 | 1 | 2 | 2  | 15 | -13 | 1   |

| 15 de septiembre | Austria       | 2 - 2  | Suecia        |  |
|                  | Grecia        | 4 - 1  | Liechtenstein |  |
| 17 de septiembre | Austria       | 10 - 0 | Liechtenstein |  |
|                  | Suecia        | 2 - 0  | Grecia        |  |
| 20 de septiembre | Grecia        | 2 - 1  | Austria       |  |
|                  | Liechtenstein | 1 - 1  | Suecia        |  |

### Grupo 8
| País         | J | G | E | P | GF | GC | GD  | Pts |
| ------------ | - | - | - | - | -- | -- | --- | --- |
| Países Bajos | 3 | 3 | 0 | 0 | 11 | 2  | 9   | 9   |
| Noruega      | 3 | 2 | 0 | 1 | 10 | 2  | 8   | 6   |
| Croacia      | 3 | 1 | 0 | 2 | 8  | 11 | -3  | 3   |
| Estonia      | 3 | 0 | 0 | 3 | 3  | 17 | -14 | 0   |

| 27 de septiembre | Países Bajos | 5 - 1 | Estonia      |
|                  | Croacia      | 0 - 5 | Noruega      |
| 29 de septiembre | Noruega      | 0 - 1 | Países Bajos |
|                  | Croacia      | 7 - 1 | Estonia      |
| 1 octubre        | Países Bajos | 5 - 1 | Croacia      |
|                  | Estonia      | 1 - 5 | Noruega      |

### Grupo 9
| País      | J | G | E | P | GF | GC | GD | Pts |
| --------- | - | - | - | - | -- | -- | -- | --- |
| Polonia   | 3 | 3 | 0 | 0 | 7  | 0  | 7  | 9   |
| Finlandia | 3 | 1 | 1 | 1 | 5  | 4  | 1  | 4   |
| Israel    | 3 | 0 | 2 | 1 | 2  | 5  | -3 | 2   |
| Albania   | 3 | 0 | 1 | 2 | 2  | 7  | -5 | 1   |

| 15 octubre | Finlandia | 4 - 1 | Albania   |
|            | Israel    | 0 - 3 | Polonia   |
| 17 octubre | Israel    | 1 - 1 | Albania   |
|            | Polonia   | 2 - 0 | Finlandia |
| 20 octubre | Finlandia | 1 - 1 | Israel    |
|            | Albania   | 0 - 2 | Polonia   |

### Grupo 10
| País     | J | G | E | P | GF | GC | GD | Pts |
| -------- | - | - | - | - | -- | -- | -- | --- |
| Hungría  | 3 | 2 | 1 | 0 | 5  | 2  | 3  | 7   |
| Escocia  | 3 | 1 | 2 | 0 | 2  | 1  | 1  | 5   |
| Armenia  | 3 | 1 | 1 | 1 | 4  | 2  | 2  | 4   |
| Bulgaria | 3 | 0 | 0 | 3 | 2  | 8  | -6 | 0   |

| 30 de septiembre | Escocia  | 0 - 0 | Armenia  |  |
|                  | Hungría  | 3 - 1 | Bulgaria |  |
| 2 octubre        | Hungría  | 1 - 0 | Armenia  |  |
|                  | Bulgaria | 0 - 1 | Escocia  |  |
| 5 octubre        | Armenia  | 4 - 1 | Bulgaria |  |
|                  | Escocia  | 1 - 1 | Hungría  |  |

### Grupo 11
| País                 | J | G | E | P | GF | GC | GD | Pts |
| -------------------- | - | - | - | - | -- | -- | -- | --- |
| Eslovaquia           | 3 | 2 | 0 | 1 | 5  | 3  | 2  | 6   |
| Bosnia y Herzegovina | 3 | 2 | 0 | 1 | 5  | 3  | 2  | 6   |
| Gales                | 3 | 2 | 0 | 1 | 4  | 3  | 1  | 6   |
| Moldavia             | 3 | 0 | 0 | 3 | 1  | 6  | -5 | 0   |

| 16 Seiembre      | Gales                | 0 - 2 | Bosnia y Herzegovina |  |
|                  | Eslovaquia           | 2 - 0 | Moldavia             |  |
| 18 de septiembre | Gales                | 2 - 0 | Moldavia             |  |
|                  | Bosnia y Herzegovina | 1 - 2 | Eslovaquia           |  |
| 21 de septiembre | Eslovaquia           | 1 - 2 | Gales                |  |
|                  | Moldavia             | 1 - 2 | Bosnia y Herzegovina |  |

### Grupo 12
| País              | J | G | E | P | GF | GC | GD | Pts |
| ----------------- | - | - | - | - | -- | -- | -- | --- |
| Irlanda del Norte | 3 | 3 | 0 | 0 | 5  | 0  | 5  | 9   |
| Suiza             | 3 | 2 | 0 | 1 | 3  | 1  | 2  | 6   |
| Islas Feroe       | 3 | 0 | 1 | 2 | 1  | 3  | -2 | 1   |
| Chipre            | 3 | 0 | 1 | 2 | 1  | 6  | -5 | 1   |

| 19 octubre | Suiza             | 1 - 0 | Islas Feroe       |
|            | Irlanda del Norte | 3 - 0 | Chipre            |
| 21 octubre | Chipre            | 0 - 2 | Suiza             |
|            | Irlanda del Norte | 1 - 0 | Islas Feroe       |
| 24 octubre | Suiza             | 0 - 1 | Irlanda del Norte |
|            | Islas Feroe       | 1 - 1 | Chipre            |